# Kanton Pruntrut
Der Kanton Pruntrut (französisch Canton de Porrentruy) war ein Kanton der Ersten Französischen Republik und des Ersten Kaiserreichs auf dem Gebiet des heutigen Kantons Jura in der Schweiz.

## Département Mont-Terrible
Er entstand am 23. März 1793 mit der vom französischen Nationalkonvent beschlossenen formellen Annexion der Raurakischen Republik. Der Kanton war Teil des Distrikts Pruntrut im neu geschaffenen Département Mont-Terrible und umfasste sechs Gemeinden:
- Alle
- Bressaucourt
- Courchavon
- Courtedoux
- Fontenais
- Pruntrut (Hauptort)

Laut einem Rundschreiben des Innenministeriums vom 7. Frimaire des Jahres VI (27. November 1797) zählte der Kanton Pruntrut 3788 Einwohner, von denen 775 wahlberechtigt waren.

## Département Haut-Rhin
Gemäß dem Gesetz vom 28. Pluviôse des Jahres VIII (17. Februar 1800) wurden die Kantone Chevenez, Coeuve und Cornol mit dem Kanton Pruntrut vereinigt. Der vergrößerte Kanton gehörte neu zum Arrondissement Pruntrut im Département Haut-Rhin und umfasste 31 Gemeinden:
| - Alle - Asuel - Beurnevésin - Boncourt - Bonfol - Bressaucourt - Buix - Bure - Charmoille - Chevenez - Coeuve | - Cornol - Courchavon - Courgenay - Courtedoux - Courtemaîche - Damphreux - Damvant - Fahy - Fontenais - Fregiécourt | - Grandfontaine - Miécourt - Montignez - Montvoie - Pleujouse - Pruntrut/Porrentruy (Hauptort) - Réclère - Roche-d’Or - Rocourt - Vendlincourt |

Ausgehend von den Zahlen des Rundschreibens von 1797 zählte der Kanton Pruntrut 12'535 Einwohner, davon 3038 Wahlberechtigte. Durch Beschluss des Wiener Kongresses vom 20. März 1815 wurde das Territorium dem Kanton Bern zugeschlagen; seit 1979 gehört es zum Kanton Jura.